# 솔렉스 칼리지
솔렉스 칼리지(SOLEX College)는 미국의 2년제 대학이다. "SOLEX College"는 산업 연관 학위수여 및 인증서를 학생들에게 공식 수여할 수 있는 독립된 대학으로서 Accrediting위원회 (ACICS)의 인증을 받았으며, ACICS는 교육회 미국 학과 별 학위를 인정을 준하는 인증 기관으로 허가된 고등교육 학위 인정을 위한 협의회에 의한 권한을 승인 받았다. SOLEX College는 공인된 프로그램과 교육 일리노이 주위원회 (ISBE)에 의해 부여된 독립형 교육과정을 운영하기 위한 승인서를 보유하고 있다. 회계 학위 프로그램에 운영되고 수여되는 학위 시스템은 독립 대학 및 학위 부여 기관 (AAS)으로서 고등 교육의 일리노이위원회 (IBHE)에 의해 부여된다. SOLEX College는 연방정부 법률에 의거하여, 비이민에 의한 외국인 학생들 등록 권한이 부여되었다.

## 연혁
1995년 SOLEX Computer Academy라는 이름으로 설립됐으며 2000년 학교시설 및 프로그램을 확장하는 동시에 SOLEX Academy라는 이름으로 개명했다. 이후 2004년에 메디컬 프로그램을 신설하면서 SOLEX Medical Academy를 별도로 신설했고 2007년 12월 고등교육 일리노이위원회(IBHE)에 의해 회계학 프로그램의 운영 및 학위부여의 권한을 받으며 SOLEX College로 공식 학교명을 바꾸었다.
2001년부터 비이민 외국인 학생을 위해서 연방 법률에 따라 입학을 허가하게 되었으며, ETS TOEFL과 TOEIC의 시험 장소이기도 하다. 독립대학과 학교인가 위원회로부터 정식 허가를 받은 학교로, 마사지 테라피 프로그램 위원회로부터 (COMTA) 정식 인가받은 학교로 운영되고 있다.

## 위치
- 윌링 본교 (지도[깨진 링크(과거 내용 찾기)])

학생에게 제공되는 프로그램
집중 영어 프로그램 (Intensive English Program IEP),
고급 학문영어 (Advanced Studies English ASP),
비지니스 회계학 (A.A.S. in Accounting)
- 벨몬트 캠퍼스 (지도[깨진 링크(과거 내용 찾기)])

학생에게 제공되는 프로그램
집중 영어 프로그램 (Intensive English Program IEP),
고급 학문영어 (Advanced Studies English ASP),
비지니스 회계학 (A.A.S. in Accounting)
- 다운타운 캠퍼스 (지도)

학생에게 제공되는 프로그램
집중 영어 프로그램 (Intensive English Program IEP),
집중 영어 프로그램 플러스 (Intensive English Program Plus IEPP),
비지니스 회계학 (A.A.S. in Accounting)

## 프로그램
SOLEX College에서 제공하는 교육은 다음과 같다.
- A.A.S. in Accounting Degree Program - 회계사 자격 프로그램
- Computerized Accounting and Bookkeeping - 전산 회계 및 회계 장부 담당 프로그램
- Intensive English Program (IEP) - 집중영어 프로그램
- Advanced Studies English Program (ASP) - 고급영어 프로그램
- Physical Therapist Assistant (PTA) - 물리치료 보조사 프로그램
- Medical Assistant (MA) - 간호사 프로그램
- Basic Nurse Assistant (BNA) - 간호보조사 프로그램
- TESOL certification - 텟솔 자격증

## 학생 기숙사
- 윌링 본교 기숙사[깨진 링크(과거 내용 찾기)]
- 다운타운 캠퍼스 기숙사[깨진 링크(과거 내용 찾기)]

## 회원 및 소속
- ACTE: Association for Career and Technical Education - 직업, 기술 교육 제단
- ITBE: Illinois TESOL/ Bilingual Education - 일리노이 텟솔/이중언어 교육
- NAFSA: Association of International Educators - 국제 교육자 협회
- ETS TOEFL iBT Testing Site - 토플 아이비티 시험
- ETS TOEIC Speaking and Writing Testing Site - 토익 말하기, 쓰기 시험
- ETS TOEIC Listening and Reading Testing Site - 토익 듣기, 읽기 시험
- TESOL: Teaching English to Speakers of Other Languages - 제 2언어 영어 교육자 자격증